# Beaver (метеорит)
Beaver (рус. Би́вер - бобёр) — метеорит-хондрит весом 25 628 граммов. Найден в США в штате Оклахома в округе Бивер. В честь округа, в котором найден, и получил своё имя.
Известен также под названием «Тюремный метеорит, отслуживший 40 лет в тюрьме» (англ. Jail House Meteorite for serving 40 years in jail). Такое название он получил, потому что прослужил почти 40 лет в качестве упора для двери в тюрьме округа, пока в 1981 году его не обнаружил Джим Весткот. Ему удалось «купить» метеорит за подходящую замену, что оказалось не так уж просто, поскольку в близлежащей местности не было камней. В конце концов ему удалось выменять метеорит за застывший кусок цемента.